# Chema Lera
Chema Gutiérrez Lera (Huesca, 1963) es un escritor, ilustrador, cuentacuentos y periodista español.

## Biografía
Nació en Huesca, Aragón, en 1963. Es escritor, ilustrador, cuentacuentos, periodista y documentalista. Ha divulgado las leyendas de Aragón y de los Pirineos tanto en sus libros y sus cuentos, como en televisión y radio a través de sus programas Aragón misterioso, Aragón insólito y El Leyendario en TEA FM. Comprometido con la ecología y la ética animal, muchas de sus ilustraciones tratan de la defensa de los derechos de los animales y del medio ambiente. 

## Obra
- Breve Inventario de Seres Mitológicos, Fantásticos y Misteriosos de Aragón (3ª Ed. 2008). ISBN 978-84-8321-268-4
- Bestiario Ilustrado de Aragón: Seres Fantásticos (2008). ISBN 978-84-96793-15-6
- Dora soñadora (2009). ISBN 978-84-935025-7-7
- Transirico, Abad, en San Juan de la Peña. Visiones VV.AA. (2004). ISBN 84-95487-32-2
- La voz de la escuela, en Maestros en el caleidoscopio VV.AA. (2013). ISBN 978-84-695-8136-0

## Ilustraciones
Sus ilustraciones han aparecido en numerosos libros y revistas:
- Pequeño Bestiario Ilustrado de Aragón.
- 27 Palabricas VV.AA. (2010). ISBN 978-84-937102-7-9
- Cuentos a patadas VV.AA. (1997). ISBN 978-84-611-9874-0
- ¿Algún héroe en la sala? (2006). ISBN 84-611-3187-8
- Deshabitado(2002). ISBN 84-95879-06-09
- Bécquer y el Monasterio de Veruela (1997). ISBN 84-95487-27-6
- Belianet, l'onset que no quereba estar domato. Catrinalla.  VV.AA. (2016). ISBN 978-84-944335-1-1